# Barry Primus
Barry Primus (* 16. Februar 1938 in New York City) ist ein US-amerikanischer Schauspieler bei Bühne, Film und Fernsehen.

## Leben und Wirken
Primus besuchte das Bennington College und anschließend das City College of New York. Seine ersten schauspielerischen Schritte unternahm er am Theater, wo man ihn, beginnend im Mai 1959 mit The Nervous Set an der Broadway-Bühne Henry Miller‘s Theatre, unter anderem in den Stücken The King and the Duke, The Changeling, Henry IV., The Creation of the World and Other Business, Indians, The Price und Teibele and the Demon sehen konnte. Eine wichtige Bühne wurde für ihn das Lincoln Center Repertory, Primus spielte aber auch an anderen Spielstätten, etwa dem Arena Stage Theatre in Washington, D.C. oder am Odyssey Theatre Ensemble in Los Angeles.
Mit Beginn der 1960er Jahre kamen auch zahllose Aufträge vom Fernsehen und später auch vom Kino hinzu. In den kommenden fünfeinhalb Jahrzehnten wurde Primus mit einer Fülle von mehr oder weniger großen Nebenrollen bedacht, bei denen er die unterschiedlichsten Charaktere verkörperte: er spielte Polizisten ebenso wie Ärzte, Anwälte ebenso wie Staatsvertreter und kleine Ganoven ebenso wie Professoren; einmal den jungen Hermann Göring und einmal sogar sich selbst. Mehrfach arbeitete Barry Primus mit Robert De Niro zusammen, den er 1991 auch für seine einzige Filmregie, das von De Niro mitproduzierte Comedy-Drama Mistress – Die Geliebten von Hollywood, gewinnen konnte.
Als Mitglied des Actors Studio hat Barry Primus am American Film Institute, dem Lee Strasberg Theatre und der UCLA auch immer wieder Schauspielunterricht gegeben, leitete eigene Kurse an der Loyola Marymount University und der Columbia University und blieb bis ins neue Jahrtausend hinein trotz seiner intensiven Film- und Fernsehtätigkeit weiterhin als Bühnenschauspieler aktiv. Der Künstler ist seit über einem halben Jahrhundert mit der (ehemaligen) Choreografin Julia Arenal verheiratet.

## Filmografie (Auswahl)
- 1962: Preston & Preston (The Defenders, Fernsehserie, 2 Episoden)
- 1967: The Desperate Hours (Fernsehfilm)
- 1968: Auftrag Mord (The Brotherhood)
- 1970: Puzzle of a Downfall Child
- 1970: Manfred von Richthofen – Der Rote Baron (Von Richthofen and Brown)
- 1971: Been Down So Long It Looks Like Up to Me
- 1972: Die Faust der Rebellen (Boxcar Bertha)
- 1973: The Gravy Train
- 1974: Macchie solari
- 1976: New York, New York
- 1977: Die Straßen von San Francisco, Staffel 5, Episode 15
- 1977: Washington: Hinter verschlossenen Türen (Washington: Behind Closed Doors, TV-Mehrteiler)
- 1978: Avalanche
- 1979: Land meines Herzens (Heartland)
- 1979: The Rose
- 1980: Night Games
- 1980: Ein jeglicher wird seinen Lohn empfangen … (Les Uns et les Autres)
- 1981: Die Sensationsreporterin (Absence of Malice)
- 1982: Portrait of a Showgirl (Fernsehfilm)
- 1982: Paper Dolls (Fernsehfilm)
- 1983: Eine Frau schreit nach Leben (I Want to Live, Fernsehfilm)
- 1983: Over Here, Mr. President
- 1983: Die letzte Schicht (Heart of Steel, Fernsehfilm)
- 1984: Menschen am Fluß (The River)
- 1982–1985: Cagney & Lacey (Fernsehserie, 11 Episoden)
- 1985: Die feindlichen Zwillinge (Brotherly Love, Fernsehfilm)
- 1985: Zoff in Beverly Hills (Down and Out in Beverly Hills)
- 1986: Jake Speed
- 1986: SpaceCamp
- 1987: Die Vergangenheit der Senatorin (Stillwatch, Fernsehfilm)
- 1987: Das turboscharfe Spanner-Hotel (Talking Walls)
- 1987: Erinnern ist tödlich (The Stranger)
- 1988: Zwei mal zwei (Big Business)
- 1989: Kannibalinnen im Avocado-Dschungel des Todes (Cannibal Women in the Avocado Jungle of Death)
- 1990: Denial
- 1990: Zwischen Haß und Liebe (Torn Apart)
- 1990: Final Stage (auch Regie)
- 1991: Schuldig bei Verdacht (Guilty by Suspicion)
- 1992: Night and the City
- 1992: Mistress – Die Geliebten von Hollywood (Mistress) (nur Drehbuch, Regie, Produktion)
- 1995: Willkommen im Paradies (The Women of Spring Break)
- 1996: Flipping
- 1996: Das Verbrechen des Jahrhunderts (Crime of the Century, Fernsehfilm)
- 1997: Gold Coast (Fernsehfilm)
- 1999: Black & White – Gefährlicher Verdacht (Black and White)
- 2001: 15 Minuten Ruhm (15 Minutes)
- 2001: James Dean (Fernsehfilm)
- 2001: Das Haus am Meer (Life as a House)
- 2003: Frankie and Johnny Are Married
- 2004: Cross Bronx
- 2004: When Will I Be Loved
- 2005: Break a Leg
- 2006: Mustang Sally
- 2006: Big Guns
- 2007: After Midnight
- 2008: Kurzer Prozess – Righteous Kill (Righteous Kill)
- 2008: Jackson
- 2012: The Legend
- 2013: American Hustle
- 2013: Zwei vom alten Schlag (Grudge Match)
- 2013: Redemption
- 2014: Small Time
- 2014: Liebe to Go – Die längste Woche meines Lebens (The Longest Week)
- 2015: Bad Hurt
- 2015: Joy – Alles außer gewöhnlich (Joy)
- 2017: Breakable You
- 2019: The Irishman